# Ulászló
Az Ulászló a szláv Vladislav magyarítása a név már korábban kialakult alakjának (László) felhasználásával.

## Rokon nevek
- Vladek: a lengyel Władysław becenevéből önállósult
- László

## Gyakorisága
Az 1990-es években az Ulászló
és a Vladek szórványos név, a 2000-es években nem szerepel a 100 leggyakoribb férfinév között.

## Névnap
Ulászló, Vladek
- január 27.[2]
- június 27.[2]
- június 29.[2]

## Híres Ulászlók, Vladekek
- I. Ulászló cseh fejedelem
- I. Ulászló cseh király (II. Ulászló néven cseh fejedelem), előzőnek fia
- I. Ulászló magyar és (III. Ulászló néven) lengyel király
- II. Ulászló magyar és cseh király
- II. (Jagelló) Ulászló lengyel-litván uralkodó